# Mijeegombyn Enchbold
Mijeegombyn Enchbold (mong. Миеэгомбын Энхболд; ur. 19 lipca 1964 w Ułan Bator) – premier Mongolii od 25 stycznia 2006 do 22 listopada 2007. Urząd objął po upadku rządu Cachiagijna Elbegdordża. W latach 2005–2007 przewodniczący postkomunistycznej Mongolskiej Partii Ludowo-Rewolucyjnej, po ustąpieniu z tej funkcji Nambaryna Enchbajara. Były burmistrz Ułan Bator.

## Kariera polityczna
Enchbold studiował w latach 1983–1987 na Państwowym Uniwersytecie Mongolskim, specjalizując się w gospodarce centralnie planowanej. Po studiach rozpoczął pracę jako ekonomista w administracji miejskiej Ułan Bator. W 1989 został specjalistą w ministerialnym departamencie planowania.
Enchbold wstąpił do Mongolskiej Partii Ludowo-Rewolucyjnej w 1990, w czasie demokratycznej transformacji w kraju. Swoją karierę związał początkowo z lokalną polityką. Od 1992 do 1996 był zastępcą gubernatora okręgu Ułan Bator. W latach 1997–2005 pełnił też funkcję przewodniczącego partii w stolicy kraju. W 1999 został wybrany burmistrzem Ułan Bator.
Enchbold był znany w polityce jako lojalny doradca przywódcy postkomunistów, Nambaryna Enchbajara, był m.in. mocno zaangażowany w jego kampanię prezydencką. Po objęciu urzędu premiera przez Enchbajara w 2005, Enchbold został jego zastępcą w fotelu partyjnego lidera.

## Premier
W 2004 Enchbold został wybrany członkiem parlamentu. Jego partia zawarła koalicję z Partią Demokratyczną, której przywódca, Cachiagijn Elbegdordż pozostał na stanowisko premiera. Jednak 14 stycznia 2006 decyzją kierownictwa Mongolskiej Partii Ludowo-Rewolucyjnej, porozumienie koalicyjne zostało wypowiedziane, co według Partii Demokratycznej stanowiło naruszenie konstytucji. W rezultacie gabinet Elbegdordża upadł. 25 stycznia 2006 stanowisko premiera zajął Enchbold, zapowiadając stworzenie „rządu jedności narodowej”.
26 października 2007 w czasie 25. Kongresu partii, nowym jej przewodniczącym został wybrany Sandżaagijn Bajar, który pokonał w głosowaniu Enchbolda stosunkiem głosów 377 do 229. Kongres podjął także decyzję o uformowaniu gabinetu przez nowego przewodniczącego partii. 5 listopada 2007 Enchbold przedłożył swoją rezygnację parlamentowi. 8 listopada 2007 dymisja premiera została zaakceptowana przez parlament. 22 listopada 2007 Sandżaagijn Bajar został zatwierdzony przez parlament jako nowy szef rządu.
W 2017 wystartował w wyborach prezydenckich. Doszedł w nich do drugiej tury, w której przegrał z Chaltmaagijnem Battulgą.